# 溥洽
釋溥洽，溥洽法師（1346年—1426年），字南洲，晚号迂叟，又称一雨翁，俗姓陆。杭州人，明建文主錄僧。
成祖靖難登基後，有人說溥洽知建文君假扮成和尚流亡的情況，甚至是指溥洽隱匿了建文，成祖於是找了個藉口禁錮了溥洽，居然長達十幾年。1418年（永樂十六年）成祖功臣、同為僧侶的姚道衍臨終，成祖問道衍遺願。道衍告：「僧溥洽已經入獄很久了，希望能赦免之。」道衍卒後，明成祖依約釋放了溥洽。